# EAM-2201
EAM-2201，化学名1-(5-氟戊基)-3-(4-乙基-1-萘甲酰基)吲哚，也称为4'-ethyl-AM-2201、5"-fluoro-JWH-210、SGT-14）是一种含氮有机氟化合物，化学式C
26H
26FNO，属于萘甲酰基吲哚类合成大麻素，2015年列入《非药用类麻醉药品和精神药品名录》。